# 森千早都
森千早都（1989年3月13日—）是日本的女性聲優，靜岡縣出身。AIR AGENCY所屬。血型A型。

## 人物
AIR AGENCY聲優養成所畢業。於2011年8月《聲優綜藝節目 SAY!YOU!SAY!ME!》內的環節「聲優偶像團體企劃」中被拔擢為新人聲優團體「OneLittleKiss」的一員出道。
2012年4月開始加入AIR AGENCY。
高中時代參加第1回Music Ray'n 超級聲優甄選時，與當時一起參加選拔的長妻樹里便是好友。

## 演出作品
※粗體字為主要角色。

### 電視動畫
2011年
- （工作人員）

2012年
- 變形金剛 領袖之證（喜兒拉）
- Campione 弒神者！（女子B）
- OneLittle喫茶（千）

2013年
- GUNDAM創戰者（鮫島由香里）
- 噗嗶啵～來自未來～（小波[6]）

2014年
- 喵〜麵（醬油喵麵[7]）

2018年
- IDOLiSH7（記者、女高中生A）
- 冷然之天秤（五十嵐瞳）
- 高分少女（男學生C）

2019年
- 偶像夢幻祭（女子學生、觀眾、商店街的女性）
- 慎重勇者～這個勇者明明超TUEEE卻過度謹慎～（龍族的小孩）

### OVA
2019年
- Re:從零開始的異世界生活 冰結之絆（村中小孩）

### 遊戲
2013年
- 蒼穹的Sky Galleon（葛內舍、帕爾瓦蒂、薩拉斯瓦蒂、加亞托利、拉特利[8]、絲露茲[9]）

2014年
- 東京七姐妹（蕭菲紅[10]）
- Heroes Placement（音江伊雷姆）

2015年
- 幻獸契約Cryptract（碧之疾風 詹妮特）
- 里見八犬傳 村雨丸之記

2016年
- 偶像連結 Asterisk Live（春宮空子[11]）
- 幻獸姬（亞瑟[12]）

### 外語配音
- 追夢小海豚（史帕奇）

### CD

#### 廣播劇CD
時期不明
- THOR CODE

2012年
- 天使×悪魔 CD 2（女性店員）[13]
- 「文豪系列」第二卷 文豪失格[14]

2013年
- 「文豪系列」文豪大混戰 〜〜（未來）[9]

### 舞台
2012年
- 夢之檻、鳥籠之空（主演）

2013年
- 盛開的櫻花林下（森下櫻）[15]

## 外部連結
- 事務所官方簡歷 （页面存档备份，存于）（日語）
- 個人BLOG （页面存档备份，存于）（日語）
- 森千早都的X（前Twitter）（日語）